# Collado del Mirón
Collado del Mirón település Spanyolországban, Ávila tartományban. Collado del Mirón Arevalillo, Becedillas, Malpartida de Corneja és El Mirón községekkel határos. Lakosainak száma 20 fő (2024).

## Népesség
A település népessége az utóbbi években az alábbiak szerint változott:
| Lakosok száma | 82   | 66   | 56   | 44   | 45   | 36   | 33   | 32   | 29   | 20   |
|               | 2001 | 2004 | 2006 | 2009 | 2011 | 2014 | 2016 | 2019 | 2021 | 2024 |